# 澳大利亞虎鯊
澳大利亞虎鯊（學名：Heterodontus portusjacksoni），又名傑克遜異齒鯊、傑克遜異齒鮫、傑克遜港鯊魚，是軟骨魚綱板鰓亞綱虎鯊目虎鯊科虎鯊屬下的一個物種。

## 分布
本魚出沒於澳大利亞南部的海岸區域，包括傑克遜港以外的海水水域。

## 深度
水深0至275公尺。

## 特徵及生態
本魚有很大的頭部及突起的前額，灰褐色的身體上有像馬具的深褐色斑紋。是種會遷徙的魚類，夏天遷往南部，冬天則回歸北面產卵。牠們吃硬殼的軟體動物、甲殼亞門、鮑魚及魚類。

## 呼吸系統

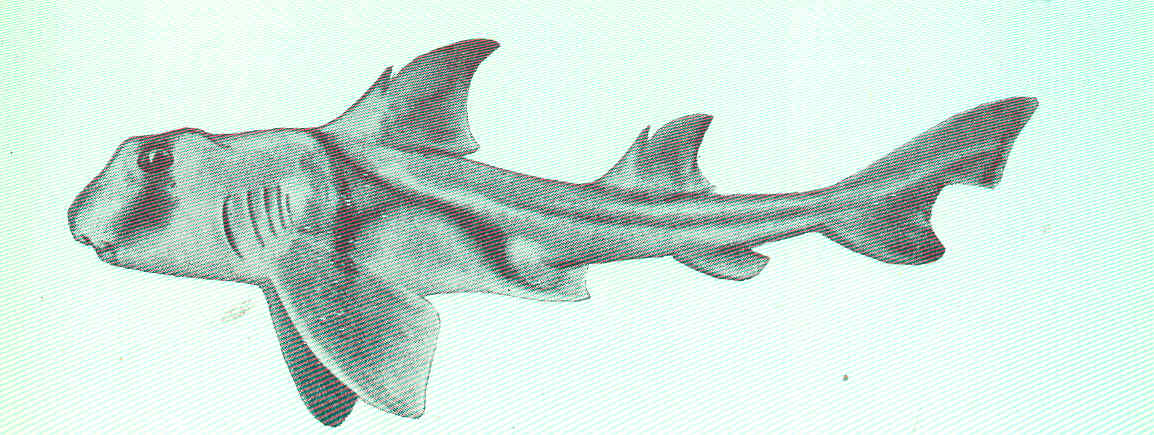
澳大利亞虎鯊的描繪圖。

澳大利亞虎鯊有五個鰓，首個只支撐單排的鰓絲，而其餘的則支撐雙行的鰓絲。第二至第五個鰓弓支撐一片稱為隔膜的肌肉及連接組織。牠每一隻眼睛的後面都有一個呼吸器官，稱為呼吸孔。每個鰓絲由頂至底部都是纖幼、緊密及橫向的鰓組織，稱為次級鰓薄板。這些薄板正是進行氣體交換的地方。每一塊薄板都有微細的動脈，內裡血液的流向是與水流相反的。為了補償海水中較低的氧氣含量，海水經過次級鰓薄板的速度較空氣經過如人類肺泡的速度慢20倍。這種延遲的方法容許海水中的氧有足夠時間滲入澳大利亞虎鯊的體內。
澳大利亞虎鯊可以在同一時間攝食及呼吸。由於一般鯊魚在游泳時要張開口來將水壓入鰓中，故澳大利亞虎鯊的這種能力是很罕見的。牠們可以將海水泵入第一組鰓裂中，並經過其餘的四個鰓裂排出。透過將海水泵入其餘的鰓中，澳大利亞虎鯊可以不用在移動時呼吸。牠們可以伏在海底中一段長時間。

## 生殖系統
澳大利亞虎鯊一般在深冬至初春產卵。這段時期牠們會在暗礁及洞穴底產下大量的卵。牠們一般會在每年的冬天在同一地方，甚至會在同一個深坑或洞穴中產卵。澳大利亞虎鯊一般會在夏天向南遷往800公里，並在冬天返回。牠們每胎會產下15顆卵，並擠在岩石裂縫中及海帶內。牠們的卵堅硬的、呈深色及螺旋型、約7至8厘米闊及15厘米長。在產下時的卵多是柔軟的，並其後才變得堅硬。卵要約10至12個月才能孵化。幼鯊在孵化後會獨自成長，雄性要約8至10年才能達至性成熟，雌性則要11至14年。

## 消化系統
澳大利亞虎鯊需要長時間來消化食物。食物會由口部移往J型的胃部作儲存及初步的消化。不需要的物質會在此時被吐出。牠們可以將胃部反轉，並吐離口部以排出不需要的物質。
與哺乳動物不同的是，澳大利亞虎鯊的小腸極度的短。這麼短的小腸內有很多螺旋瓣及轉，可以提高表面面積來消化食物。
澳大利亞虎鯊體內最明顯的器官是很大的肝臟，差不多佔了整個體腔的位置。

## 經濟利用
大型魚種，易經由食物鏈累積大量重金屬，會導致神經系統病變，不宜食用。
常飼養魚水族館供人觀賞。

## 扩展阅读
維基物種上的相關：澳大利亞虎鯊
1. ↑  Huveneers, C. & Simpfendorfer, C. . The IUCN Red List of Threatened Species. 2015, 2015: e.T39334A68625721. doi:10.2305/IUCN.UK.2015-4.RLTS.T39334A68625721.en .